# Léone Bertimon
Léone Bertimon (ur. 16 sierpnia 1950 w Pointe-Noire na Gwadelupie) – francuska lekkoatletka specjalizująca się w pchnięciu kulą, mistrzyni igrzysk śródziemnomorskich i igrzysk frankofońskich.

## Życiorys
Pięciokrotnie startowała w pchnięciu kulą na halowych mistrzostwach Europy, zajmując następujące miejsca: 1976 w Monachium – 9. miejsce, 1978 w Mediolanie – 8. miejsce, 1980 w Sindelfingen – 5. miejsce, 1981 w Grenoble – 7. miejsce i 1982 w Mediolanie – 6. miejsce.  
Zajęła 6. miejsce na uniwersjadzie w 1975 w Rzymie.
Zwyciężyła na igrzyskach śródziemnomorskich w 1979 w Splicie i na igrzyskach frankofońskich w 1989 w Casablance.
Była mistrzynią Francji w pchnięciu kulą w latach 1973–1980, 1982–1984 i 1989, wicemistrzynią w tej konkurencji w 1972, 1981, 1985 i 1988 oraz brązową medalistką w 1987, 1992, 1993 i 1995, a także halową mistrzynią w latach 1973, 1974, 1976, 1978, 1980–1982, 1987 i 1988, wicemistrzynią w 1977, 1983, 1986 i 1989–1992 oraz brązową medalistką w 1984 i 1993.
Sześciokrotnie poprawiała rekord Francji w pchnięciu kulą, doprowadzając go do wyniku 17,16 m, uzyskanego 30 sierpnia 1977 w Atenach. Pięć razy ustanawiała halowy rekord Francji w tej konkurencji do rezultatu 16,77 m (10 stycznia 1981 w Paryżu).
Jej młodszy brat Charlus Bertimon był również lekkoatletą specjalizującym się w rzucie oszczepem, medalistą igrzysk śródziemnomorskich i igrzysk frankofońskich oraz olimpijczykiem.

## Rekordy życiowe
Rekordy życiowe Bertimon:
- pchnięcie kulą – 17,16 m (30 sierpnia 1977, Ateny)